# Raymond Catteau
Pour les articles homonymes, voir Catteau.
Raymond Catteau, né le 22 juillet 1923 à Tourcoing et mort le 16 juin 2019 à Annappes,, est un pédagogue et théoricien français de l'activité physique, créateur d'une méthode d'apprentissage de la natation, méthode très reconnue et diffusée dans le champ STAPS en France, aussi en Italie et en Espagne.

## Méthode
Comme le détaille Carine Erad (2006)[réf. nécessaire] : « Sur la base de ses expériences d’enseignement variées et de ses collaborations diverses au sein de la fédération française de natation, des fédérations française et internationale d’éducation physique et de la fédération sportive et gymnique du travail (avec les stages Maurice Baquet), il dynamite son modèle initial d’analyse de l’objet d’enseignement natation, « l’ERP » (Équilibre-Respiration-Propulsion), reconstruit et diffuse un nouveau modèle (corps flottant, corps projectile, corps propulseur) avec une conception d’intervention en opposition au modèle transmissif traditionnel ».

## Carrière
- Clubs : Enfants de Neptune de Tourcoing et Paris Université Club
- 11 fois international équipe de France de Waterpolo
- ENSEP (1949-1951)
- Enseignant d’éducation physique (1951-1961).
- Conseiller technique régional du Nord-Pas-de Calais (de 1961 jusqu’en 1985).
- Puis développement indépendant de sa méthode

## Ouvrages
- Raymond Catteau et Gérard Garoff, L'Enseignement de la Natation, Vigot Frères  éditeurs, 1968, 300 p.
- Raymond Catteau, L'Enseignement de la Natation, Vigot Frères, 1971, 384 p.
- Raymond Catteau, L'Enseignement de la Natation, Vigot Frères, 1974, 430 p.
- Raymond Catteau, Richard Refuggi et Claudine Martinez, Natation 1978, Sport et plein Air, 96 p.
- La natation de demain : une pédagogie de l'action, Pantin/Biarritz, Éditions Atlantica, 1er décembre 2008, 160 p. (ISBN 978-2-7588-0193-1)
- La natation de demain - une  pédagogie de l'action, nouvelle édition revue et augmentée Editions Atlantica, 20 décembre 2015, 232 p.  (ISBN 9782758802426)